# Edward Chromy
Edward Chromy (ur. 4 października 1922 w Pińsku, zm. 19 stycznia 2003 w Warszawie) – pułkownik pilot WP, poseł na Sejm PRL (1952–1956).

## Życiorys
Syn Stanisława i Marii z domu Bucharewicz. Skończył 7 klas szkoły podstawowej i 4 klasy szkoły technicznej. Działacz harcerstwa i Związku Strzeleckiego. W 1938 zwyciężył w 5 Okręgowych Zawodach Modeli Latających. 

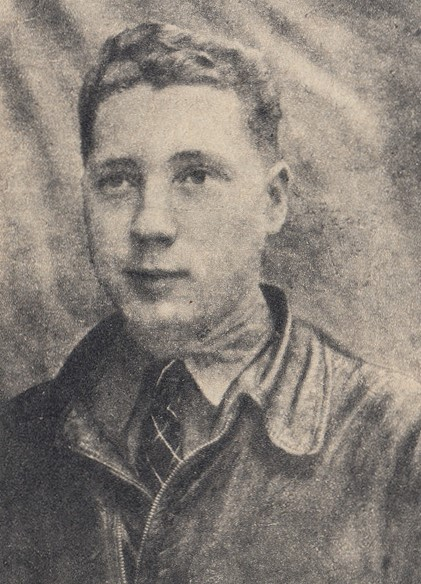
Zdjęcie Edwarda Chromego z okresu młodości

15 marca 1940 aresztowany przez NKWD za nielegalne posiadanie broni palnej i na 3 miesiące osadzony w więzieniu w Baranowiczach, po czym skazany na 5 lat łagrów. Więziony w Orszy, zimą 1941 przeniesiony do więzienia na Butyrkach w Moskwie, a kilka miesięcy później do Uchty, gdzie rąbał drewno i pracował przy budowie drogi. W marcu 1942 zwolniony z łagru w Uchcie i przewieziony do Syktywkaru, następnie został skierowany do pracy przy ostrzeniu pił na wsi w Republice Komi. Kilka tygodni później uciekł i ukrywał się w różnych kołchozach. 
W maju 1943 wcielony do 1 DP im. T. Kościuszki, został mechanikiem czołgowym w 1 pułku czołgów w Sielcach nad Oką. W lipcu 1943 na własną prośbę przeniesiony do lotnictwa, w maju 1944 ukończył szkolenie lotnicze. Został pilotem 1 samodzielnej eskadry lotnictwa myśliwskiego (późniejszy 1 pułk lotnictwa myśliwskiego). 23 sierpnia 1944 wykonał swój pierwszy lot bojowy w rejonie Warki, podczas którego osłaniał samoloty szturmowe. Brał udział w działaniach bojowych na przyczółku warecko-magnuszewskim, w walkach w rejonie Warszawy, na Pomorzu i w operacji berlińskiej, wykonując loty na osłonę Iłów-2, rozpoznanie fotograficzne, atakowanie celów naziemnych i przechwytywanie wrogich samolotów. 20 XI 1944 i 18 IV 1945 został zestrzelony. Wykonał 58 lotów bojowych, dwukrotnie został ranny.
Po wojnie został dowódcą klucza, następnie eskadry. Od października 1946 do 22 lipca 1947 roku był słuchaczem kursu dowódców pułków w Wojskowej Szkole Pilotów w Dęblinie, po ukończeniu którego został zastępcą dowódcy 1 pułku ds. pilotażu. Od grudnia 1947 dowódca 2 pułku lotnictwa myśliwskiego w Krakowie (do jesieni 1951). 
Od 1948 należał do PZPR. 1951–1953 studiował w Wojskowej Akademii Lotniczej ZSRR w Monino, po czym został pomocnikiem dowódcy ds. pilotażu w sztabie 7 Dywizji Lotnictwa Myśliwskiego w Krakowie. 
W 1952 został posłem na Sejm PRL z Okręgu nr 56 Sosnowiec. 1954–1955 p.o. dowódcy, a 1955–1957 dowódca 7 Dywizji Lotnictwa Myśliwskiego. 1957–1960 studiował w Akademii Sztabu Generalnego WP w Rembertowie, po czym został zastępcą komendanta Instytutu Technicznego Wojsk Lotniczych w Warszawie ds. lotniczych. Odpowiadał m.in. za oblatywanie nowych oraz nowo wyremontowanych samolotów – wykonując te zadania spędził w powietrzu około 3000 godzin. 

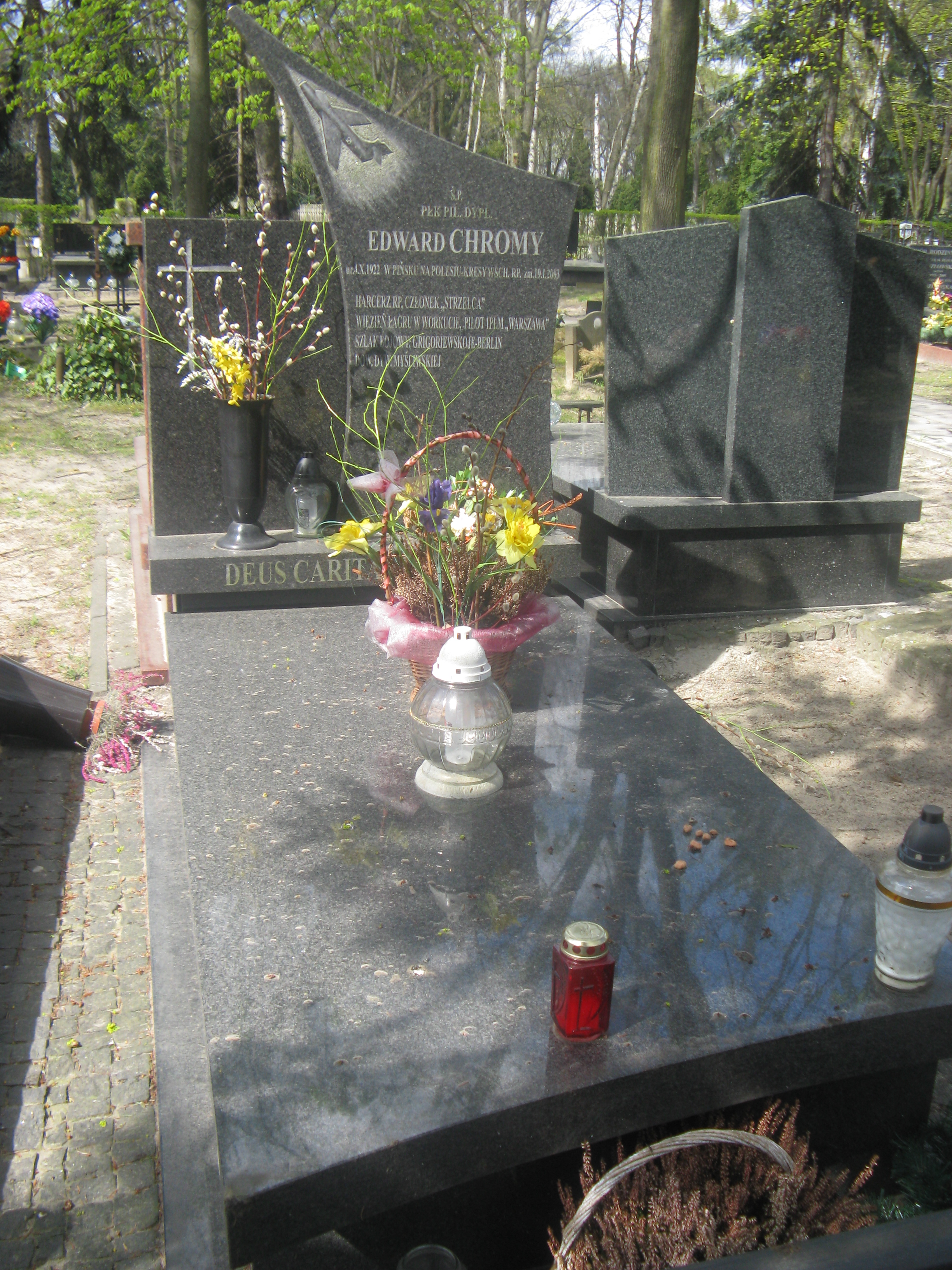
Grób Edwarda Chromego na cmentarzu Wojskowym na Powązkach

W 1969 roku odszedł z Instytutu i objął dowództwo 4 Bazy Lotniczej Wojsk Obrony Powietrznej Kraju w Warszawie na Bemowie. 5 czerwca 1974 roku na własną prośbę został przeniesiony w stopniu pułkownika dyplomowanego do rezerwy. Pochowany na cmentarzu Wojskowym na Powązkach (kwatera EII-8-2).
Autor wspomnień lotniczych Uwaga, Messerschmitty! oraz Szachownice nad Berlinem oraz wielu obrazów prezentujących jego rodzinne strony.

## Odznaczenia
- Krzyż Złoty Orderu Virtuti Militari
- Krzyż Oficerski Orderu Odrodzenia Polski
- Order Krzyża Grunwaldu III klasy (20 grudnia 1946)[6]
- Krzyż Walecznych
- Złoty Krzyż Zasługi
- Warszawski Krzyż Powstańczy[7]
- Złoty Medal „Za zasługi dla obronności kraju”
- Srebrny Medal „Za zasługi dla obronności kraju”
- Brązowy Medal „Za zasługi dla obronności kraju”
- Złota odznaka honorowa „Za Zasługi dla Warszawy” (1961)[8]
- Order Czerwonej Gwiazdy (ZSRR)
- Statuetka Ikara (1977)[9]

I inne.